# Abbas den store
Shah Abbas I av Persien (lyssna (fil)), även känd som Shah Abbas den store lyssna (fil), född 27 januari 1571 i Isfahan, död 19 januari 1629 i Mazandaran, var shah av Persien 1588–1629, tillhörande safavidernas dynasti.
Under Shah Abbas I:s tid nådde landet höjden av sin maktställning i nyare tid. Uzbeker och osmanska turkar drevs tillbaka.